# Dierentuin van Ähtäri
De Dierentuin van Ähtäri (Fins:Ähtärin eläinpuisto) is een dierentuin in de Finse stad Ähtäri. De dierentuin werd in 1973 opgericht en bevat voornamelijk inheemse soorten zoals elanden, rendieren, beren, wolven, veelvraten, lynxen, vossen, uilen en herten. Het is na Korkeasaari de een na grootste zoo van Finland.
De dierentuin van Ähtäri is een lid van de European Association of Zoos and Aquaria en neemt deel aan het uitwisselingsprogramma.
Sinds 2003 zijn ze in het bezit van de zeldzame sneeuwpanter. Deze kregen ze als verjaardagscadeau bij hun 30e verjaardag van Korkeasaari. In april 2017 werd bekend dat ze twee reuzenpanda's te leen krijgen vanuit China waarmee ze de eerste dierentuin in Finland zijn met deze panda's.